# أندرو كارنيل
أندرو كارنيل هو سياسي كندي، ولد في 10 أبريل 1877، وتوفي في 26 يناير 1951.